# 長岳寺 (長野県阿智村)
長岳寺（ちょうがくじ）は長野県下伊那郡阿智村にある天台宗の寺院。山号を広拯山と称する。本尊は十一面観世音である。

## 歴史
上中関村木槌洞にあった、天長5年（828年）に創立された、観照寺内の別当寺として長岳寺は一山の法務を処理していた。鎌倉時代以後の争乱の為、寺は退廃した。当寺の中興開山は領主下条氏の一族、小笠原肥前法印と言われる。永正元年（1504年）寂より、1400年代後半の創建と推定される。
天正10年（1582年）本家下条氏と不仲となり、下条時氏（下条信氏の父）が寺を焼き払う。その後別当長岳寺は市ノ沢の丘陵に復興したが、本寺観照寺は再興できなかった。観照寺の本尊薬師如来立像は兵火を免れ、長岳寺に移されて現存する。毎年木槌洞、観照寺跡の草堂に薬師如来を遷座し五日間の祭りを行う里帰り行事となっている。200年余り継続され、昭和58年（1983年）「木槌薬師の里帰り」として、阿智村の無形民俗文化財に登録された。昭和60年（1985年）旧草堂跡に木槌薬師堂が再建された。
天和3年（1683年）東叡山寛永寺の直末となった時の輪王寺宮天真法親王令旨によると、当寺の名称は梅松山長岳寺栄寿院となっている。昭和年代に27世慈昭法印が山号を広拯山とした。
駒場市ノ沢の長岳寺平より、安永元年（1772年）上町の元領主、宮崎氏屋敷跡へ移転した。
昭和12年（1937年）山本慈昭、長岳寺の住職となり、国民学校の教師も兼務した。昭和20年（1945年）教師として妻と二人の娘を伴い、満蒙開拓団に加わり、敗戦逃亡生活、シベリア抑留を経て、昭和22年（1947年）帰国、逃亡時の混乱で離れた、妻と娘二人の安否を確認するが、死亡したとの報告を受ける。昭和39年（1964年）中国へ遺骨を拾いに行くも認められず。中国残留孤児より日本の家族を探してほしいとの手紙を受け取り、孤児と日本の家族を引き合わせようと心に決めて行動する。昭和45年（1969年）長女の生存も確認、昭和57年（1982年）再会する。
昭和46年（1971年）上町の寺地は国道バイパス工事と中央自動車道工事のため、現在地に移築した。本堂は嘉永5年（1852年）に再建したものを昭和46年（1971年）移築し、鐘楼は山本慈昭法印が昭和47年（1972年）「日中友好手をつなぐ会」を結成し、中国残留日本人孤児捜しの悲願の中で建立したもので、上田市（当時は塩田町）の北向観音より譲り受けて移築し、梵鐘は「望郷の鐘」と刻銘して、昭和50年（1975年）に鋳造した。
十三重塔は、元亀4年（1573年）三河国に進攻中病を得て帰国時、当地にて没した武田信玄の400年忌にあたり、昭和47年（1972年）に建立した供養塔である。

## 境内
- 本堂 - 間口4間、奥行5間。嘉永5年（1852年）建立、昭和46年（1971年）移築。
- 山門
- 庫裡
- 鐘楼 - 北向観音より譲り受けて移築。
- 十三重塔 -  昭和47年（1972年）建立。武田信玄の400年忌にあたる供養塔。

## 文化財
- 十一面観音像
- 薬師如来立像
- 不動明王像
- 兜の前立 - 武田信玄使用。寺宝

## 画像

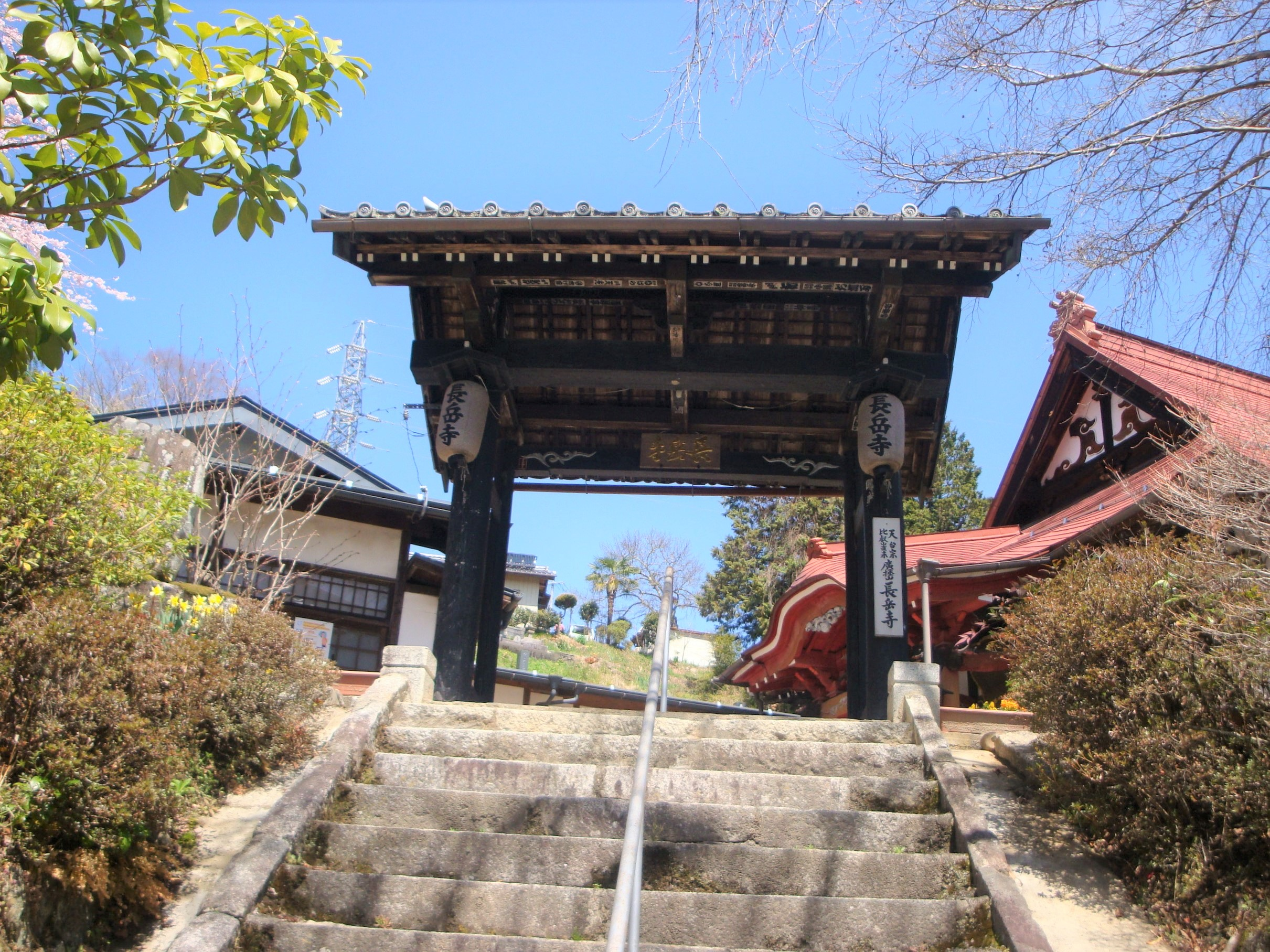
山門
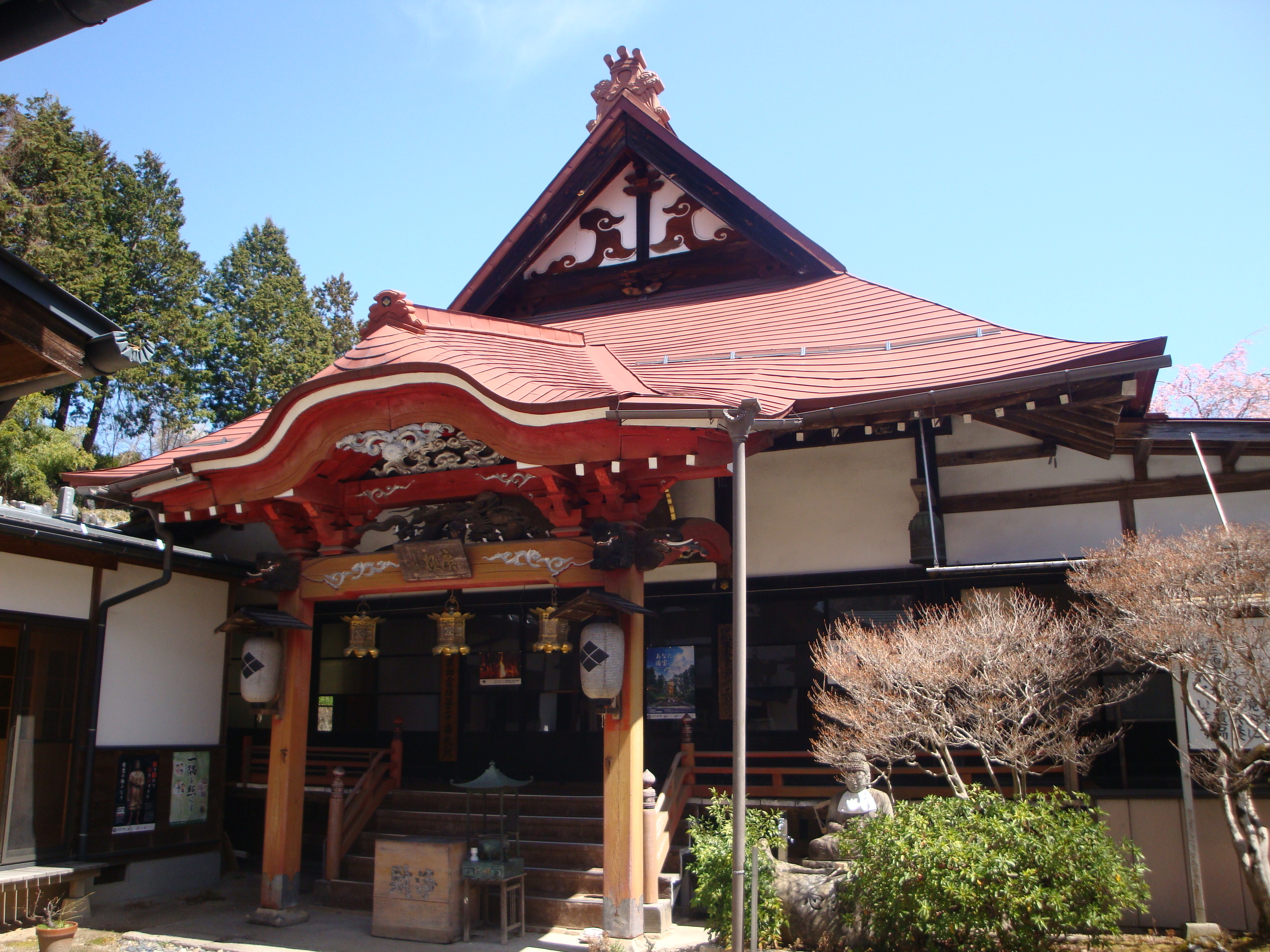
本堂
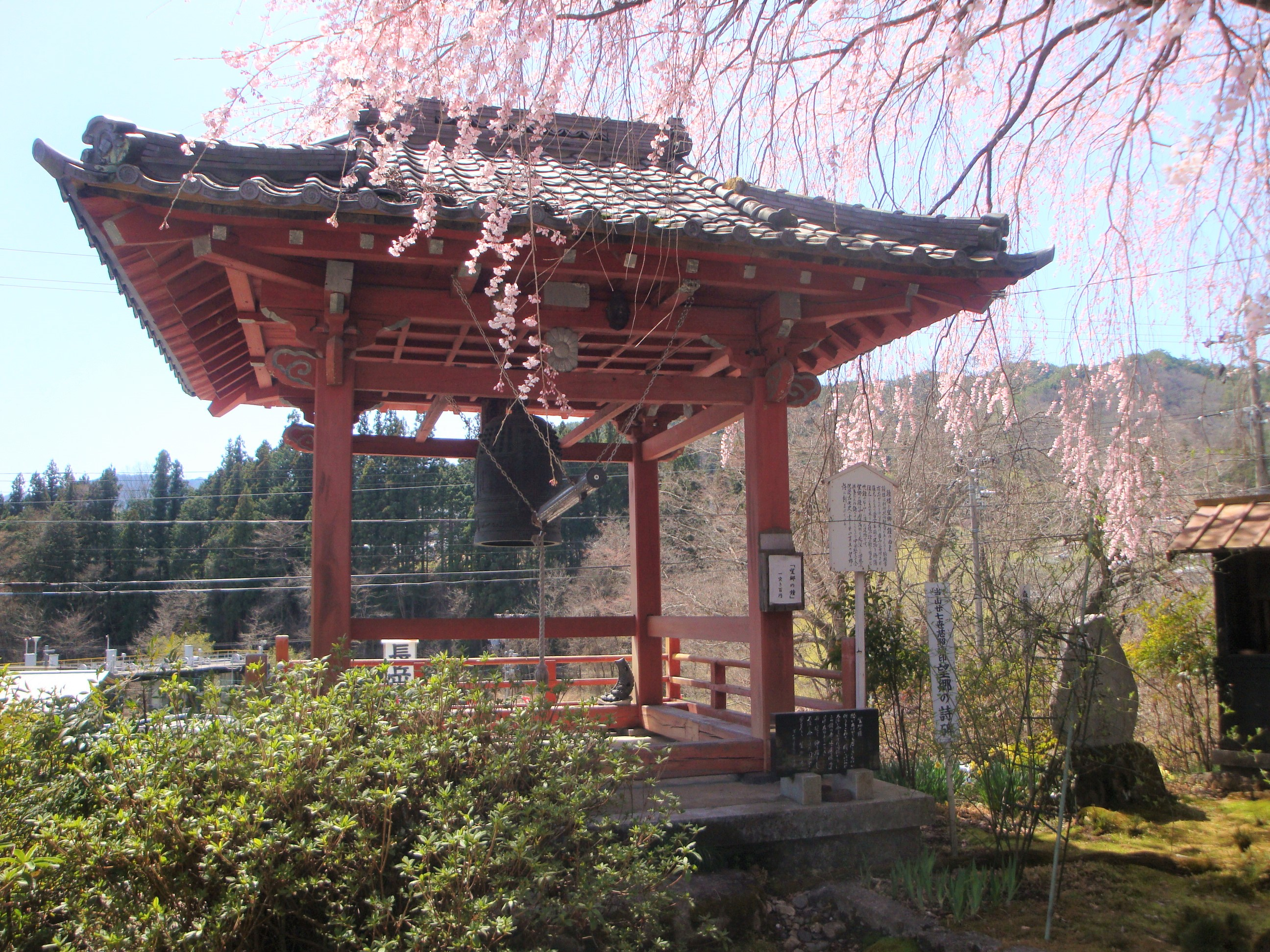
鐘楼
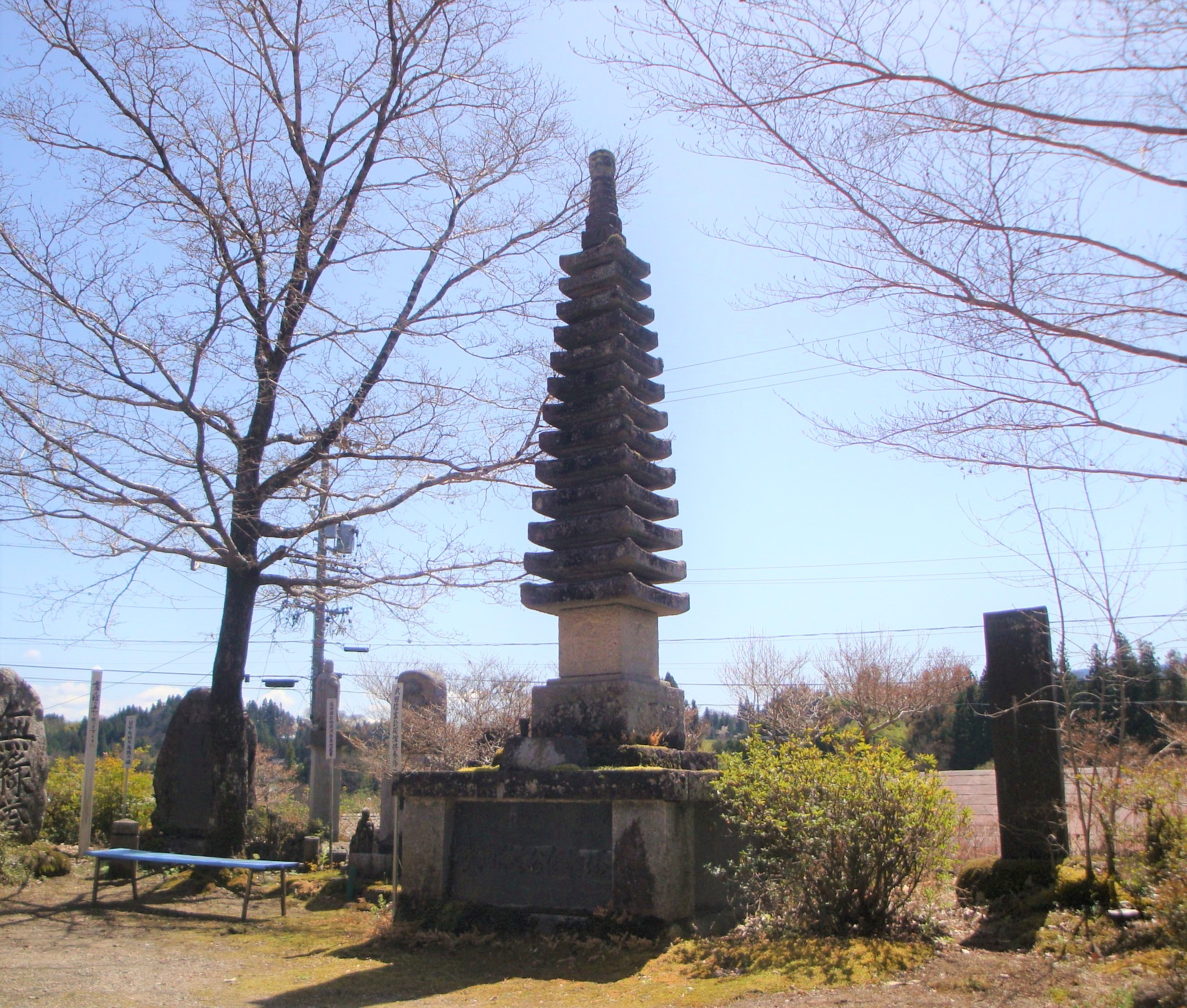
十三重塔
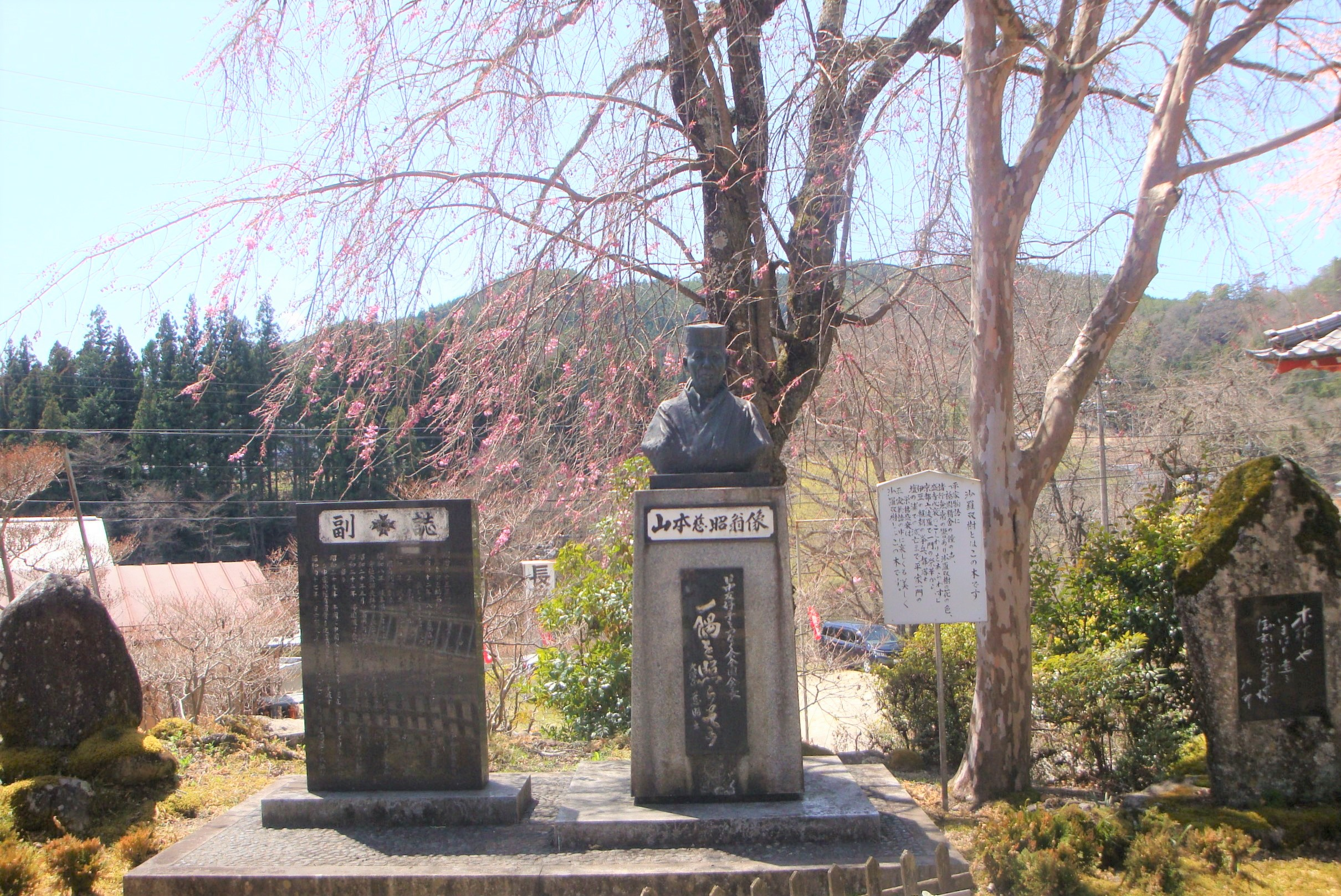
山本慈昭像
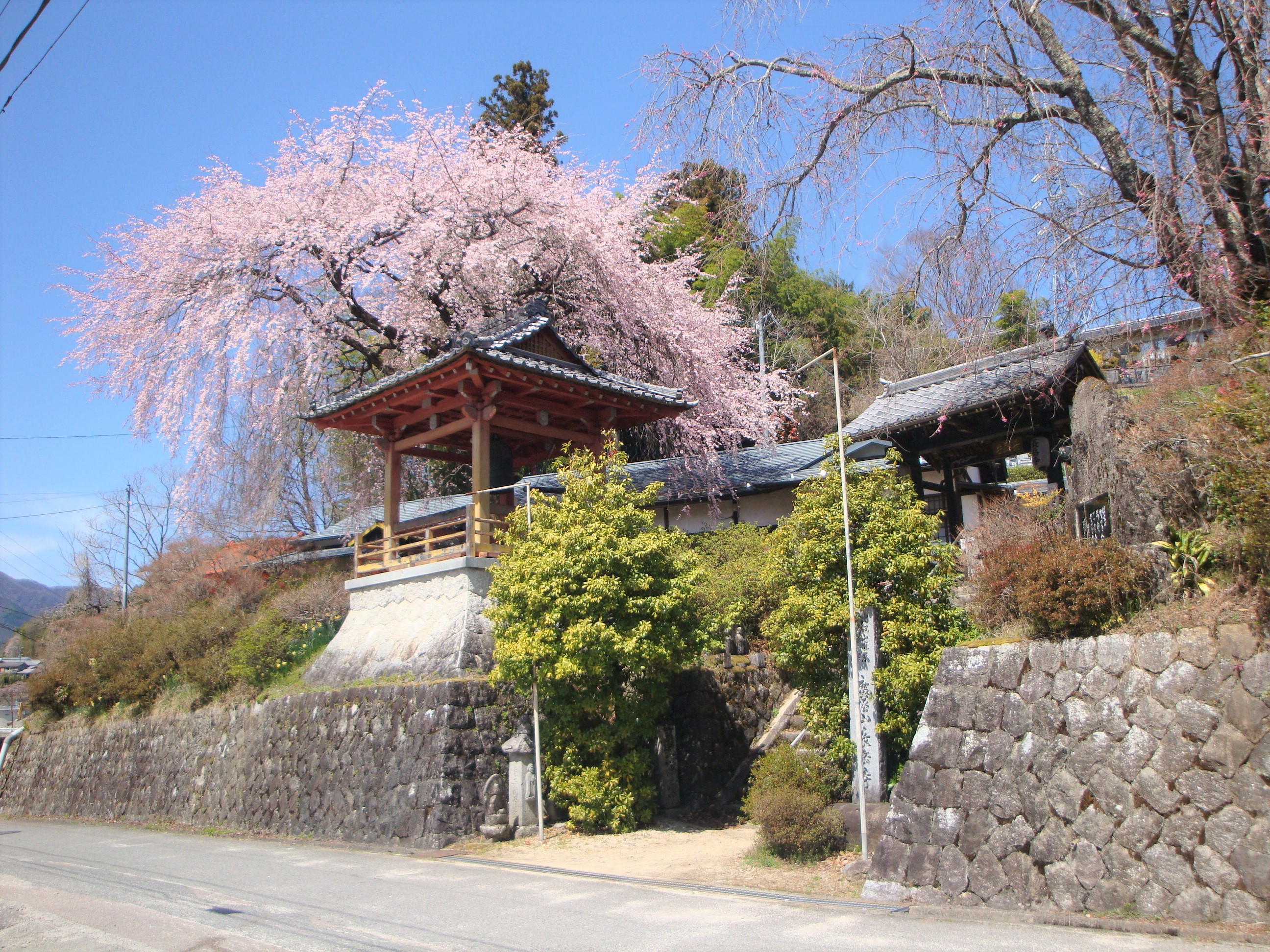
鐘楼と桜
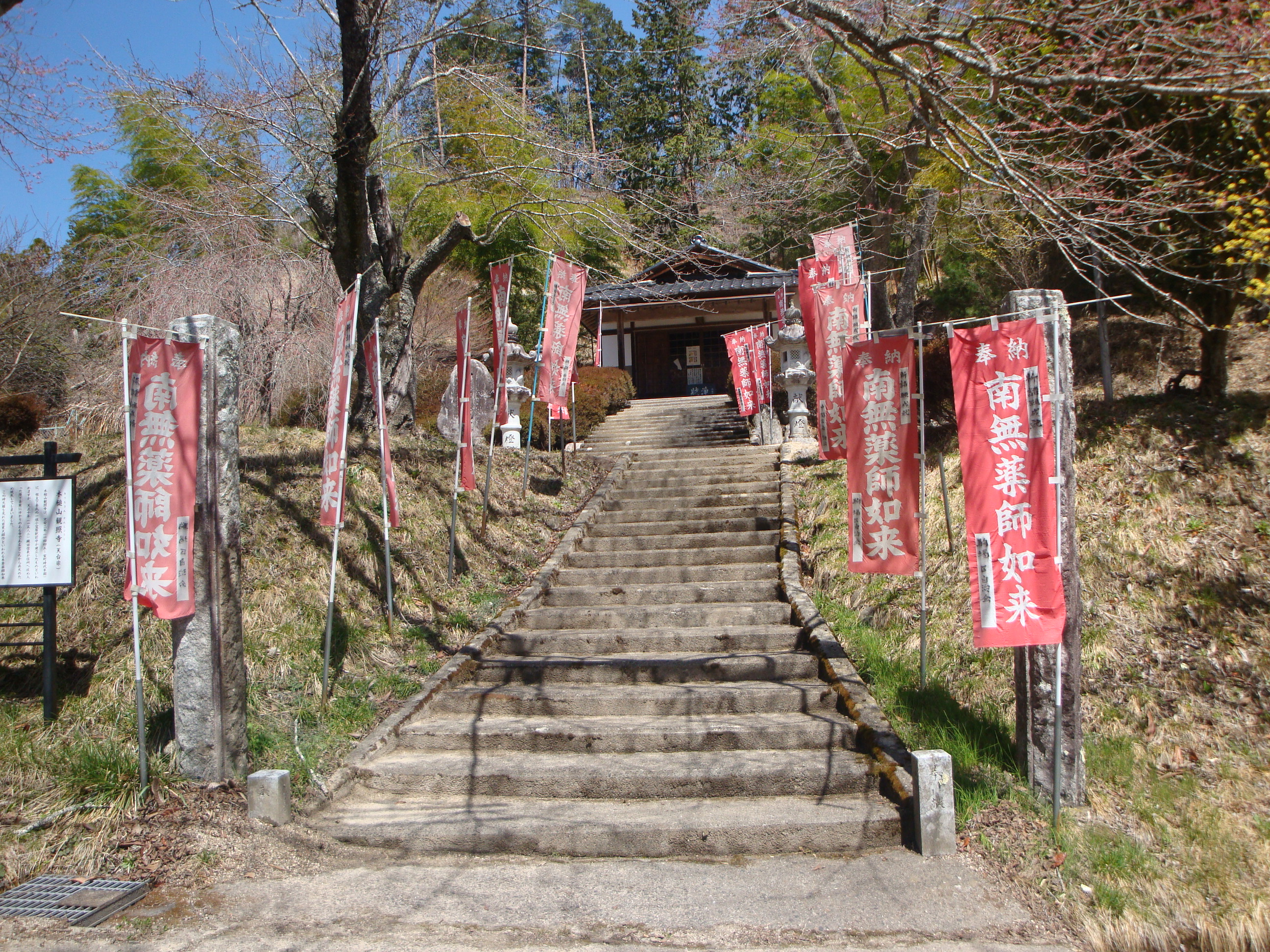
木槌薬師堂

## 基礎情報

### 所在地
- 長野県下伊那郡阿智村駒場569

### 交通
- JR東海飯田線飯田駅より 車で30分
- 中央自動車道飯田山本ICより 車で10分